# 萨科公司
萨科有限公司（直译：国民卫队武器和机械加工厂）是总部位于芬兰坎塔海梅区里希迈基的一家枪械和弹药生产厂家，从1983年开始麾下还拥有專門生產手栓式步槍的品牌：蒂卡（Tikka），现今是意大利贝瑞塔公司的子公司。

## 歷史
1919年，也就是芬兰宣布从俄罗斯帝国独立后两年，赫尔辛基的一家酿酒厂被改建成国民卫队参谋总部枪械厂（芬蘭語：Suojeluskuntain Yliesikunnan Asepaja）来维修私人武器和改造俄制军用步枪。1921年，这家枪械厂在财政上独立于国民卫队，并于1927年6月1日搬出赫尔辛基，12月迁至里希迈基的一家弹药工厂并在1929年开始生产首款“狐狸犬”（Pystykorva）步枪。在1930年代，公司在实现了枪管和枪托自产后也重组成为萨科公司（芬蘭語：Sako Oy）。萨科随后开始向邻国瑞典出口手枪子弹，并且在二战期间一直生产冲锋枪和机枪弹药。。1945年二战结束后，萨科公司被芬兰红十字会接管，重要生产急救器材。1962年，萨科被芬兰电缆厂（Suomen Kaapelitehdas Oy）接管，1967年芬兰电缆厂被诺基亚兼并后也被收购成为其集团麾下公司。
另一家位于中芬兰省于韦斯屈莱市北郊蒂卡科斯基区的枪械制造商蒂卡科斯基公司（芬蘭語：Oy Tikkakoski Ab）于1983年被萨科公司收购，“蒂卡”品牌也成了萨科麾下品牌，旧厂在1989年3月底被关闭。1986年，诺基亚与由国家步枪工厂（Valtion Kivääritehdas，简称VKT）演变而来的国有维美德综合企业集团（Valmet Oyj）开始商业合作，萨科-蒂卡公司（Oy Sako-Tikka Ab）与维美德的武器生产部合并，公司也改名为萨科-维美德（Sako-Valmet Oy），所有权由诺基亚和维美德平分。1999年，诺基亚出售了萨科股份，同时维美德和劳马公司（Rauma Oy）合并成为美卓（Metso Oyj），控制萨科100%的股份。在2000年，美卓将萨科全部股份卖给贝瑞塔，贝瑞塔随即加大了对萨科的投资，并在2001－2002年间将厂房扩建2,000平方（0.49英畝）。

### 二战后
第一款萨科品牌的民用步枪是1942年设计的、使用由9×19毫米帕拉贝伦弹发展而来的7×33mm Sako弹的L42（Luodikko vuodesta 1942，“1942式步枪”），二战结束后开始商业生产，主要用来从事在芬兰、瑞典和挪威很盛行的松鸡和黑琴鸡狩猎。之后推出的L46被改称为L461“雌狐”（Vixen）在芬兰和瑞典的狂热爱好者中十分受欢迎。萨科还在1957年推出了中等枪机的L57，之后改称为L579“守林人”（Forester）；在1961年推出了长枪机的L61R“芬兰熊”（Finnbear）。
在1959和1974年间，萨科还生产了一款使用.243 Win and .308 Win口径枪弹的“芬兰狼”（Finnwolf）杆动步枪。同时萨科还推出了一系列凸缘底火步枪，比如P72“芬兰探子”（Finnscout）、M78、“芬兰火”（Finnfire）和“四管”型（Quad）。
1983年9月29日，萨科收购了蒂卡科斯基公司，并且继承了其在于韦斯屈莱的工厂。在1986年维美德加入后，萨科同时拥有三座厂房（里希迈基的一座主厂和于韦斯屈莱原属蒂卡科斯基和维美德的两座工厂）。1989年3月31日，蒂卡科斯基旧厂被关闭，所有业务转到里希迈基主厂。同年，萨科收购了库奥皮奥省莱佩维尔塔的哈克曼弹药厂并成立萨科国防技术公司（Sako Defencetec Oy），将于韦斯屈莱剩下的维美德旧厂业务与之合并。1995年5月5日，萨科国防技术公司的全部弹药生产线被出售给万摩斯公司（Vammas Oy），萨科开始专注于在里希迈基主厂生产猎用运动用步枪和弹药。1997年开始，突击步枪的生产开始逐渐减少。
1992年，新款的591型被推出来替换老式的L579，随后又推出了491和691型，但是这些新型号因为工艺质量的比之前型号逊色，口碑并不是特别好。1997年，萨科公司为了庆祝建厂75年推出了萨科75型步枪，获得了很大的市场成功，并且成功使得之前的老型号相继退役。2006年，萨科推出了85型，成功替换了75型。

## 现今产品

### “萨科”品牌
- 萨科S20（Sako S20）：枪托模块化并嵌有铝合金座床的“混合型”中央底火栓动步枪，在2020年推出而命名
- 萨科85（Sako 85）：高档价位的中央底火栓动步枪，在2006年为庆祝建厂85年而命名
- 萨科75（Sako 75）：旧版高档价位的中央底火栓动步枪，在1997年为庆祝建厂75年而命名
- 萨科A7（Sako A7）：中档价位的狩猎用步枪，用来弥补萨科85型和蒂卡T3系列之间的空缺市场
- 萨科TRG（Sako TRG）：军用和警用的长距离狙击步枪
- 萨科“四管”（Sako Quad）：可以更换枪管的凸缘底火栓动步枪，使用.17 HMR、.17 HM2、.22 LR和.22 WMR四种口径
- 萨科“芬兰火”Ⅱ（Sako Finnfire II）：凸缘底火栓动步枪，使用.17 HMR和.22 LR

### “蒂卡”品牌
- 蒂卡T3x（Tikka T3x）：大众价位的狩猎和打靶用栓动步枪
- 蒂卡T1x MTR（Tikka T1x MTR）：2018年上市的“多用途凸缘底火”（multi-task rimfire）栓动步枪，与T3x的机匣底形一致，使用.17 HMR和.22 LR两种口径